# Francisco Imbernón Gutiérrez
Francisco Imbernón Gutiérrez (Torrevieja, Alicante, 5 de abril de 1976) más conocido como Paco Imbernón es un entrenador de fútbol español. Actualmente es preparador físico del FC Cartagena de la Segunda División de España.

## Trayectoria como preparador físico y entrenador
Paco Imbernón es graduado en Ciencias de la Actividad Física y el Deporte por la Universidad de Valencia (especialista en alto rendimiento de fútbol) y entrenador Nivel III (UEFA PRO).
En la temporada 2005/06 sería preparador físico del FC Cartagena, al que llegaría de la mano de Juan Ignacio Martínez con el que a la postre compartiría gran parte de su carrera deportiva. 
Durante la temporada 2008-09 sería preparador físico en la Liga 1|2|3 en el Albacete Balompié en el personal técnico de Juan Ignacio Martínez.
Desde 2009 a 2011 sería preparador físico del Fútbol Club Cartagena, en la que sería su segundo paso por el conjunto cartagenerista en la época más gloriosa del club.
En la temporada 2011-2012 fue preparador físico de la Unión Deportiva Almería en cuerpo técnico de Lucas Alcaraz.
En la temporada 2012-2013 fue preparador físico del Granada CF en la Primera División en el que trabajaría con Juan Antonio Anquela y Joaquín Caparrós y durante la temporada 2014-15 fue entrenador asistente de la Unión Deportiva Almería, también en la Primera División de España con Juan Ignacio Martínez.
Comenzó la temporada 2016-17 como preparador físico del FC Cartagena de la Segunda División B, pero en noviembre de 2016 firmaría club chino del Shanghai Shenxin F.C. para ser asistente técnico de Juan Ignacio Martínez. En el club chino permanecería durante un año, hasta noviembre de 2017.
En diciembre de 2017, se compromete con el Meizhou Meixian Techand de la Segunda División china para ser asistente técnico también de la mano de Juan Ignacio Martínez en el que estaría durante ocho meses, hasta septiembre de 2018.
El 21 de junio de 2019, firma con el Racing de Santander tras ascender a la Segunda División hasta el 30 de junio de 2020, para convertirse en ayudante de Iván Ania, ya que posee una amplia experiencia profesional en conjuntos de Primera y Segunda División.  Siendo hombre de confianza del director deportivo Chuti Molina, trabajaría durante la misma temporada con Cristóbal Parralo y con José Luis Oltra tras los respectivos cambios en el banquillo del conjunto santanderino.
En febrero de 2020, se compromete como primer entrenador del Taizhou Yuanda FC de la Primera Liga China.
El 13 de abril de 2021, se compromete como entrenador del Deportivo Alavés B de la Segunda División B de España, formando tándem con José Antonio Morga, no pudiendo evitar el descenso del "miniglorias" a la Tercera División RFEF.
El 15 de junio de 2021, firma como preparador físico del FC Cartagena de la Segunda División de España, para formar parte del cuerpo técnico de Luis Carrión.

## Clubes
| Club                                   | País   | Año             |
| -------------------------------------- | ------ | --------------- |
| FC Cartagena (preparador físico)       | España | 2005-2006       |
| Albacete Balompié (preparador físico)  | España | 2008-2009       |
| FC Cartagena (preparador físico)       | España | 2009-2011       |
| Granada CF (preparador físico)         | España | 2012-2013       |
| UD Almería (2.º Entrenador)            | España | 2014-2015       |
| Shanghai Shenxin F.C. (2.º Entrenador) | China  | 2016- 2017      |
| Meizhou Meixian F.C. (2.º Entrenador)  | China  | 2017- 2018      |
| Racing de Santander (Analista)         | España | 2019-2020       |
| Taizhou Yuanda FC                      | China  | 2020            |
| Deportivo Alavés B                     | España | 2021            |
| FC Cartagena (preparador físico)       | España | 2021-Actualidad |